# Échangeur des Quatre-Cantons
 (juin 2025).
Motif : Pas de sources. Voir Discussion:Échangeur de Shimukappu/Admissibilité.
- Archive Wikiwix
- Bing
- Cairn
- DuckDuckGo
- E. Universalis
- Gallica
- Google
- G. Books
- G. News
- G. Scholar
- Persée
- Qwant
- (zh) Baidu
- (ru) Yandex
- (wd) trouver des œuvres sur Wikidata

| 1. | Préciser le motif de la pose du bandeau. | Précisez le motif de la pose du bandeau en utilisant la syntaxe suivante : {{admissibilité à vérifier\|date=juin 2025\|motif=remplacez ce texte par le motif}}                                    |
| 2. | Informer les utilisateurs concernés.     | Pensez à avertir le créateur de l'article, par exemple, en insérant le code ci-dessous sur sa page de discussion : {{subst:avertissement admissibilité à vérifier\|Échangeur des Quatre-Cantons}} |

L’échangeur des Quatre-Cantons est un échangeur autoroutier situé sur le territoire des communes de Lesquin et de Lezennes près de Villeneuve-d'Ascq dans le Nord en région Hauts-de-France. En 2012, l'échangeur a été totalement revu afin de permettre un accès direct au tout nouveau Stade Pierre-Mauroy.

## Axes concernés
Les axes concernés sont :
- l'Autoroute A22 vers le sud de Lille et l'A1 ;
- l'Autoroute A27 vers Tourcoing et Bruxelles ;
- la RN 227, rocade est lilloise vers le nord et l'autoroute A22 ;
- la RD 146 vers Lezennes, Lesquin et Villeneuve-d'Ascq.

## Desserte
- Stade Pierre-Mauroy via la sortie 2a de l'A22
- Cité scientifique
- Parc d'activité de la Haute-Borne
- Clinique des Quatre-Cantons